# Jürgen Blum
Jürgen Blum (Múnich, 21 de abril de 1956) es un jinete alemán que compitió en la modalidad de concurso completo.
Ganó dos medallas en el Campeonato Europeo de Concurso Completo, plata en 1987 y bronce en 1985, ambas en la prueba por equipos.

## Palmarés internacional
| Campeonato Europeo | Campeonato Europeo     | Campeonato Europeo | Campeonato Europeo |
| Año                | Lugar                  | Medalla            | Categoría          |
| ------------------ | ---------------------- | ------------------ | ------------------ |
| 1985               | Burghley (Reino Unido) | Medalla de bronce  | Por equipos        |
| 1987               | Luhmühlen (RFA)        | Medalla de plata   | Por equipos        |